# 阔莎茵蛛
阔莎茵蛛（学名：Thyene imperialis）为跳蛛科莎茵蛛属的动物。分布于欧亚非大陆包括中国大陆的湖北、福建、广东、广西等地。该物种的模式产地在中国。
其种加词“imperialis”意为“帝王的”。